# Coucou bazar
Coucou bazar est un ensemble de « praticables » (modules découpés), qui entre dans la catégorie des travaux de L'Hourloupe, réalisés par Jean Dubuffet au début de 1973. Une partie des praticables est en tissu, formant des costumes portés et lols[Quoi ?] par des comédiens. L'autre partie est constituée de modules en bois, résine et peinture vinyl. L'ensemble forme un tableau vivant qui a été présenté en spectacle et dont les éléments, conservés à la Fondation Dubuffet, ont déjà fait plusieurs apparitions depuis leur première création. La dernière performance des praticables de Coucou bazar a eu lieu du 23 octobre au 1er décembre 2013, au musée des arts décoratifs de Paris.

## Contexte
L'idée des praticables est venue à Dubuffet à partir de la réalisation de la Tour aux figures (1967), où, le long des escaliers et sur le trajet qui traverse les rues et les places de la cité, se rencontrent des figures équivoques, des « passants » que l'artiste a envie de dégager de leur gangue. Ce qui lui donne envie de renouer avec les assemblages qui était fixes et massifs en sculpture, telle la Table porteuse d'instances, d'objets, et de projets (1968, 134 × 222 × 100 cm). Praticable est un terme de théâtre qui invite déjà au mouvement. Après de nombreuses réalisations, dont Papa Mistoufle (praticable, 1971, 182 × 86 cm), Dubuffet va jouer et faire jouer ses éléments en un spectacle représenté à l'occasion d'une rétrospective de ses œuvres, au musée Solomon R. Guggenheim, de mai à juillet 1973.

## Description
Il s'agit d'un ballet de sculptures et de peintures. La musique est de İlhan Mimaroğluu, compositeur turc de musique électronique, la chorégraphie est de Jean McFaddin. Dubuffet invente une sorte de commedia dell'arte dont les acteurs sont ses propres sculptures, dans le style Hourloupe, hachurés. Sorte de grand Guignol où chaque élément se déplace très lentement. avec des danseurs «  entourloupés », dissimulés dans des praticables, qui exécutent une manière de danse macabre pour société défunte. Entre cérémonie sacrificielle et théâtre nô, cette animation de gigantesques sculptures veut être, selon son créateur, « une réanimation des arts statiques », dont Dubuffet dit que « la peinture peut être une subtile machine à véhiculer la philosophie ».
Le spectacle a été présenté en 1973 à Paris à l'automne de la même année, et en 2013, au musée des arts décoratifs de Paris,.
L'historique est décrit dans le fascicule XXVII du Catalogue raisonné des travaux de Jean Dubuffet. Une photographie de K. Wyss présente Dubuffet de dos face à ses praticables : « Dubuffet devant ses praticables », sur la quatrième de couverture de l'ouvrage de Gaëtan Picon. Les éléments du spectacle sont entreposés à la Fondation Dubuffet.